# ابزار نرم‌افزاری سیمکارت
ابزار نرم‌افزاری سیمکارت (انگلیسی: SIM Application Toolkit) معمولاً از آن به عنوان STK یاد می‌شود. یک استاندارد از سیستم جی‌اس‌ام است که سیمکارت به وسیله آن می‌تواند از سرویس‌های مختلف خدمات ارزش افزوده مخابرات استفاده کند.
این نرم‌افزار شامل یک سری فرایندهای از پیش برنامه‌ریزی شده است که نحوه و چگونگی تعامل سیمکارت با دنیای خارج را مشخص می‌کند و دستورها را مستقل از گوشی و شبکه مخابراتی آغاز می‌کند. به واسطه این ابزار سیمکارت قادر به ایجاد ارتباطی تعاملی بین شبکه و کاربر برای دسترسی و کنترل شبکه است. همچنین به وسیله آن سیمکارت قادر است دستورهایی را برای نمایش منوها یا دریافت دستورها از کاربر در گوشی نمایش دهد.